# Golf de Tabarka
Le golf de Tabarka (arabe : غولف طبرقة) est un terrain de golf de 18 trous. Dominant le golfe de Tabarka en Tunisie, il est situé aux abords d'une forêt de chênes et de pins.